# Emilio Guinea
 Emilio Guinea López (Oleaveaga Bilbao, 13 de mayo de 1907 - Madrid, 26 de octubre de 1985) fue un botánico español.
Se licencia en 1929; y doctora en 1932 en Ciencias Naturales en la "Universidad Central" (hoy Universidad Complutense de Madrid. Obtiene por oposición una cátedra de Ciencias Naturales de instituto de enseñanza media.
Hizo numerosas expediciones al África tropical, con énfasis en Guinea Ecuatorial.
En 1957 obtuvo por oposición el cargo de Conservador del Real Jardín Botánico de Madrid.
Tanto su biblioteca, archivo, como su herbario personal, fueron donados al Real Jardín Botánico de Madrid, del que había sido Director Honorario.

## Algunas publicaciones
- La vegetación leñosa y los pastos del Sahara español, 1944
- Aspecto forestal del desierto, 1945
- España y el desierto. Impresiones saharianas de un botánico español, 1945
- En el país de los pámues, 1947
- En el país de los bubis, 1949
- Vizcaya y su paisaje vegetal, 1949
- Geografía botánica de Santander, 1953
- Parques y jardines de España, 1969
- Claves botánicas, 1980
- La abreviatura «Guinea» se emplea para indicar a Emilio Guinea como autoridad en la descripción y clasificación científica de los vegetales.[1]

## Fuente
- Teixidó, F. Biólogos Españoles, en línea